# Güija-tó
A Güija-tó (spanyolul: Lago de Güija) egy tó Salvador és Guatemala határán. Navatl nyelvű neve Huitzia volt, a mai név maja eredetű, és jelentése hegyekkel körülvett vizek.
A tó 1992 óta a világörökség javaslati listáján szerepel.

## Földrajz
A 44,2 km²-es vízfelület mintegy kétharmada Salvadorhoz (azon belül Santa Ana megyéhez), egyharmada Guatemalához (Jutiapa megyéhez) tartozik. Az országhatár, amelyet egy 1938. április 9-én aláírt egyezmény állapít meg, az északnyugati részen található Ostúa-félsziget csúcsától, a La Puntillától indul délkeleti irányba, és a tavon egyenes vonalban áthaladva a déli partról benyúló Tipa Afuera félszigetig tart, majd annak keleti parját követi dél felé, míg eléri a Cusmapa folyó torkolatát.
A víz legnagyobb mélysége 20 méter, a tó vízgyűjtője 178,7 km². Az átlaghőmérséklet 24,2 °C, az évi átlagos csapadékmennyiség 1301 mm.

## Története
A tó helyén egykor egy Güijat vagy Güixar nevű indián település állt, ám a San Diego tűzhányó kitörése következtében az Angue és az Ostúa folyók elzáródtak és elterelődtek, így pedig a medence, ahol a falu feküdt, megtelt vízzel. A salvadori Metapán községhez tartozó Belén kantonban, a tó déli végének közelében, a Belén-Güijat nevű helyen egy másik indián település maradványait tárták fel.

## Élővilág, természetvédelem
A Güija-tó természetvédelmi szempontból is jelentős, környezetét a Ramsari egyezmény is védi. A vízre nagy változatosságú halfauna jellemző, a partvidéken pedig olyan állatok fordulnak elő, mint a sárgahátú tüskésfarkú leguán, a fehérhomlokú amazon, a sárgatarkójú amazon, a kékszárnyú réce, a kanalas réce, a sujtásos fütyülőlúd és a jaguarundi. A vidéken élő fő növényfajok az Omphalea oleifera nevű kutyatejféle, a Pithecolobium mangense nevű pillangósvirágú és a Jacaratia mexicana nevű dinnyefaféle. A legnagyobb fenyegetettséget a vízszennyezés, a terjeszkedő mezőgazdasági termelés, az égetések és invazív fajok (például a közönséges vízijácint) terjedése jelentik.